# 町野武馬
町野 武馬（まちの たけま、1875年（明治8年）11月16日 - 1968年（昭和43年）1月10日）は、日本の陸軍軍人、政治家。張作霖の顧問を務め、最終階級は陸軍大佐。衆議院議員。戦後再建された大日本武徳会会長。
なお町野は国会図書館が行った政治談話録音の一人目の談話提供者である。

## 人物・来歴
旧会津藩士・町野主水の次男として現在の会津若松市に生まれる。町野は父から武士の子弟としての教育を受けた。松平容保の6男・松平恒雄は少年時代の遊び友達である。山川浩の書生として上京し、成城学校を経て陸軍士官学校に進む。1898年(明治31年)卒業（10期）。

### 陸軍将校
歩兵中尉として日露戦争を迎え、旅順攻囲戦に参加。歩兵第十五連隊から一個中隊を率いて白襷隊に加わり負傷している。戦後も中国に留まり辛亥革命では張作霖を支援し、満州独立工作を行ったが失敗している。大隊長等を務めたのち、奉天督軍顧問となる。再び張を支援し日本の満州進出に努めた。予備役編入後も顧問を続け、張は次第に満州での地位を固めていった。郭松齢が張に対し反乱を起こした際は、事態の収拾に努めている。満蒙五鉄道覚書の締結に際しては、田中義一の依頼により張との間で下交渉を行った。のち河本大作らは、北京から帰還する張の列車を爆破し殺害した(張作霖爆殺事件)が、その際町野は同乗するも爆破前に中途で下車している。町野は事前に情報を得ていなかった。

### 政治家
1924年（大正13年）5月に行われた第15回衆議院議員総選挙で福島県第二区から当選し、衆議院議員を1期務めた。満州問題に関心を失うことはなく、満州事変直前に第2次若槻内閣の閣僚であった江木翼に警告を発している。また陸軍が次第に政治に介入する情況を憂い、内大臣・湯浅倉平に面会し対策が必要であることを述べている。これに対し湯浅は危険を顧みず痛烈な陸軍批判を行い、町野は湯浅の人物に打たれ涙した。町野は近衛文麿を中心とした木曜会に参加しており、対英米非戦派であった。
なお町野は国会図書館が行った政治談話録音の一人目の談話提供者である。

### 町野家
会津松平家家臣である町野家は、鎌倉幕府の問注所執事三善康信に発し、室町幕府の評定衆を経て江州日野の町野郷の荘園を領地として存続し、室町時代末期に至り六角氏佐々木家に仕えた町野備前守經春を中興の祖としている。經春より三代目秀長の次男町野繁仍（幸仍ともいう）は蒲生氏郷の重臣で2万8000石を食んだ白河城主であり、「氏郷記」などにその名が見える。その子町野幸和は旗本となり、徳川家光の側室・自証院の養父となった。繁仍の子孫は幕臣として存続したが数代で断絶した。これは続群書類集完成会の「断家譜」巻の十九「町野氏」の項に明らかである。前出の秀長の長男石見守秀俊が町野家を存続させ、寛永13年、秀俊から三代目伊左衛門重成の代に保科正之に召抱えられ、幕末には300石を食んでいた。武馬の父町野主水重安は經春から14代目、武馬は15代目の当主である。なお山鹿素行は蒲生時代の町野家邸内で出生した。

### 稚松会
町野は郷党の育成に熱意があり、稚松会理事を務め若松の自宅を開放していた。なお陸士同期の西義一も同会の会員である。

### 逸話
- 父の主水は「最後の会津武士」と称されたが、緒方竹虎は町野を「頑固一徹の会津武士」、「荒武者」と評している[9]。
- 戊辰戦争では父の先妻(24)、長女(7)、長男(3)、母(47)、姉(31)が自刃している。また叔母が嫁いだ南摩弥三右衛門一家も叔母(42)、孫2人(9,4)がともに自刃した。弥三右衛門は南摩綱紀の甥である[10]。
- 町野は書生時代に山川浩邸に居候していたが、あるとき陸軍中将子爵曾我祐準が訪ねてきて、車夫にお釣りがないので、出迎えた町野に「小銭に崩してくれ」と言って顎をしゃくった。すると町野は大音声で「おれは両替屋じゃない」と言い放った。曾我が後で山川にそのことを話すと、山川は「あれは我が藩の勇士のせがれだ」と説明した。山川と主水は、会津藩の斗南転封の際、主水が先祖の墓に間近い猪苗代を主張し対立した間柄だが、山川はその息子の面倒を見ていたのである。
- 日露戦争では白襷隊支隊の隊長として早朝に出発し、敵が気がつかぬうちに最先峯へ出た。後から来た各隊は露軍の標的になり多くの死傷者を出したが、町野隊は最前線に潜んでいたので却って死傷者が無かった。しかし退却を命じられ、やむなく散開して退却したが流石に100名いた部下が8名しか帰還できず町野も負傷した。その後、町野の下に居れば死なないで済むという噂が兵隊の間に知られるようになった。また、ある夜前線を哨戒中発砲するものがあるのでとっさに軍刀で袈裟がけに切った。手ごたえがあったが、暗いのでよくわからない。翌朝行ってみたら顔を切られて死んでいる露兵が発見された。203高地での出来事である。南山の戦いでは新聞報道される活躍をしたが、町野は白襷隊を含め｢全て運｣と語っている[11]。
- 日露戦争のさなか、町野はあるとき秋山好古の家に呼ばれた。秋山が「何でもいいから家にあるものを持って行け」という。町野は、帰るときそこに居た大きな犬を連れて行こうとした。秋山は狼狽したが町野は「なんでも持って行ってよいとおっしゃいました」といって聞かなかったので、秋山はしぶしぶ認めた。町野は大の犬好きだったが、秋山も同様だったらしい。これは本人談である。
- 張作霖の信頼を得た経緯は、そもそも張作霖の前任者である張錫鑾将軍の顧問となったときに遡る。「当初、顧問といっても名ばかりで、何の相談もなかった。毎日出仕して何かご用がありますか」と聞くと、｢ない｣というので、顧問つまり「顧みて問わざる、顧不問だ」といって嘆いていた。日本が支那に対し二十一箇条をつきつけたとき、日満の民衆の間でごたごたが相次ぎ、満鉄沿線の治安が非常に乱れ出したので、町野は張錫鑾に資金を借りて沿線の村々を回り、各地で盛大な宴会を催し、日満親善の重要性を説いた。このため物騒な地域も帰るころには静穏になった。張のもとへ戻った町野は領収書を整理して使途をまとめ、残額をすべて返却した。当時の支那ではこうした行為は稀有だったため張錫鑾は驚き、町野を信頼するようになった。その後張作霖とは、町野が南方の革命に対し満州の独立を画策した時に意気投合したと言われているが、その前からこのような私心のない人物、あるいは機略縦横な人物として町野の名は中国人の間では知れ渡っていたのである。
- 張作霖顧問時代には逸話が多かった。あるとき一人の男が公館に町野との面会を求めてきたので、ちょうど、日本人にして馬賊の頭目になった薄（うすき）天鬼将軍が来ていたが薄は遠慮して隣の部屋へ下がった。その男はプロボクサー上がりの暴漢でいきなり町野に殴りかかったが、町野はとっさにあて身をくらわせた。薄は気配を察して鍵がかかっていたドアを蹴破ってはいって来たが、既に暴漢は伸びていた。また、あるとき家に火事が起こり、町野はこの時とばかり大暴れして火事をもみ消してしまったことがある。
- 太平洋戦争敗戦後、ジョセフ・キーナン検事の取調べを受けた。国の要人に対し降服を認めないとした武士としての言動が疑われたためであった。この時町野は礼儀に欠けた相手を怒鳴りつけている。しかし町野が満州事変を認めず、対米開戦に反対だったことが判明し、退出の際は拍手で送られた。
- 伊東巳代治、山本丈太郎と親しい間柄で、戦後は古島一雄とともに吉田茂や緒方竹虎の相談相手であった。

## 年譜
- 1875年（明治8年）11月26日　会津藩三番家老町野主水の長男として生まれる
- 1898年（明治31年）11月　陸軍士官学校卒業
- 1899年(明治32年)6月 - 歩兵少尉・歩兵第15連隊付
- 1901年(明治34年)6月 - 清国駐屯歩兵第一大隊付【北京】
  - 11月 - 陸軍歩兵中尉
- 1904年(明治37年)4月〜11月 - 日露戦争に従軍戦傷
  - 8月 - 陸軍歩兵大尉、歩兵第15連隊中隊長
  - 12月 - 北京駐屯歩軍副官
- 1906年(明治39年)8月 - 北京警務学堂総教習(清国応聘)
- 1913年(大正2年)8月 - 陸軍歩兵少佐
  - 11月 - 帰朝・陸軍歩兵第1連隊付
  - 12月 - 帰朝、歩兵第45連隊大隊長
- 1914年(大正3年)8月 - 参謀本部付【奉天督軍顧問】
- 1918年(大正7年)7月 - 陸軍歩兵中佐
- 1922年(大正11年)8月 - 陸軍歩兵大佐
- 1923年(大正12年)9月 - 待命【支那政府応聘解約】
  - 10月 - 予備役編入
- 1924年(大正13年)5月 衆議院議員
- 1925年(大正14年) - 張作霖顧問
- 1929年(昭和4年) - 解任、帰朝
- 1931年（昭和6年）　後備役編入
- 1953年（昭和28年）大日本武徳会会長

## 栄典
- 1902年（明治35年）2月20日 - 従七位[12]